# Camenta sjoestedti
Camenta sjoestedti är en skalbaggsart som beskrevs av Hermann Julius Kolbe 1910. Camenta sjoestedti ingår i släktet Camenta och familjen Melolonthidae. Inga underarter finns listade.